# テレコム・イタリア
TIM S.p.A.は、テレコム・イタリアの名称で呼ばれる、イタリアのローマおよびミラノに本社を置く電気通信事業者。イタリア証券取引所上場企業（BIT: TIT）。

## 概要
イタリアにおける最大手の固定電話事業者であり、また「TIM」のブランド名で、イタリアとブラジルにおける大手携帯電話事業者であり、さらには「アリーチェ（Alice）」ブランド名での、イタリア、ドイツ、フランス、サンマリノでのインターネット・プロバイダーである。
1994年に、固定電話事業独占企業のSIP（Società Italiana per l'Esercizio Telefonico）を含む、いくつかの国営通信事業者を合併し設立され、1995年に株式公開を行い民営化された。
アルゼンチンではテレコム・アルゼンティーナ（Telecom Argentina）に出資している。傘下企業のテレコム・イタリア・メディアではイタリア国内のテレビネットワーク3社、La7、MTV Italy、QOOBを保有している。
2003年よりオリベッティを傘下に収め、システム・ソリューション事業を行っている。

## ギャラリー

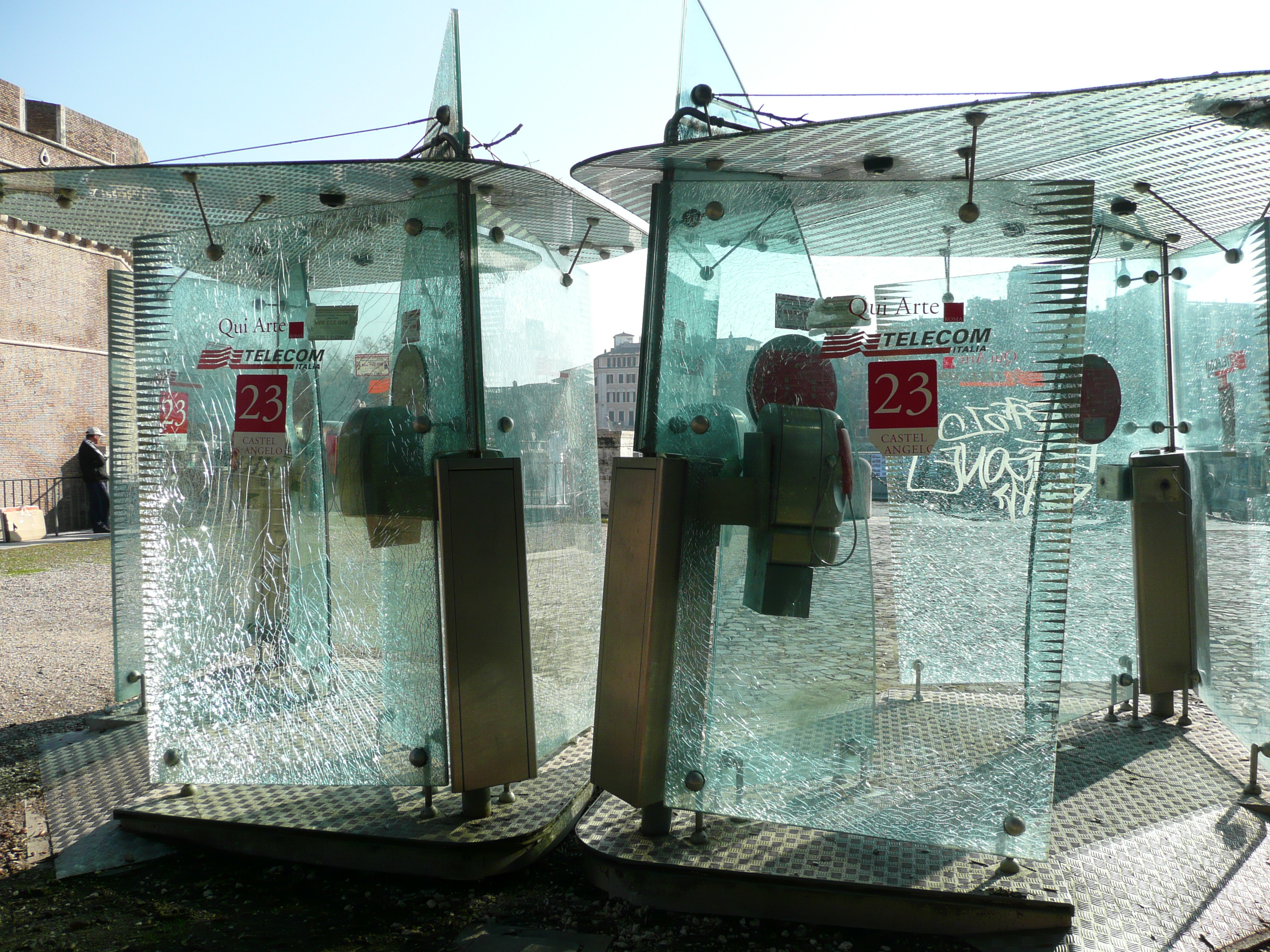
テレコム・イタリアのカード式公衆電話
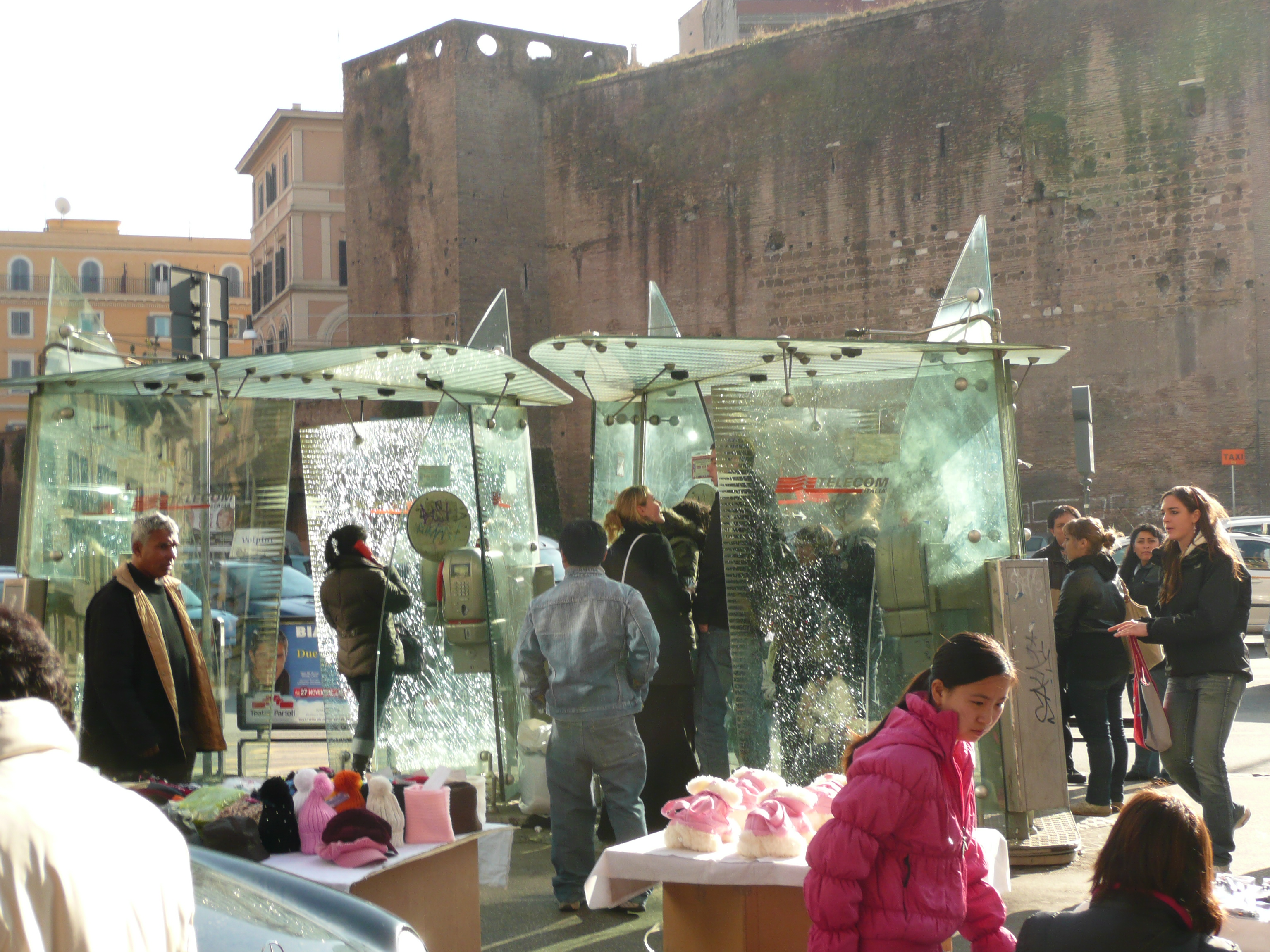
テレコム・イタリアのカード式公衆電話
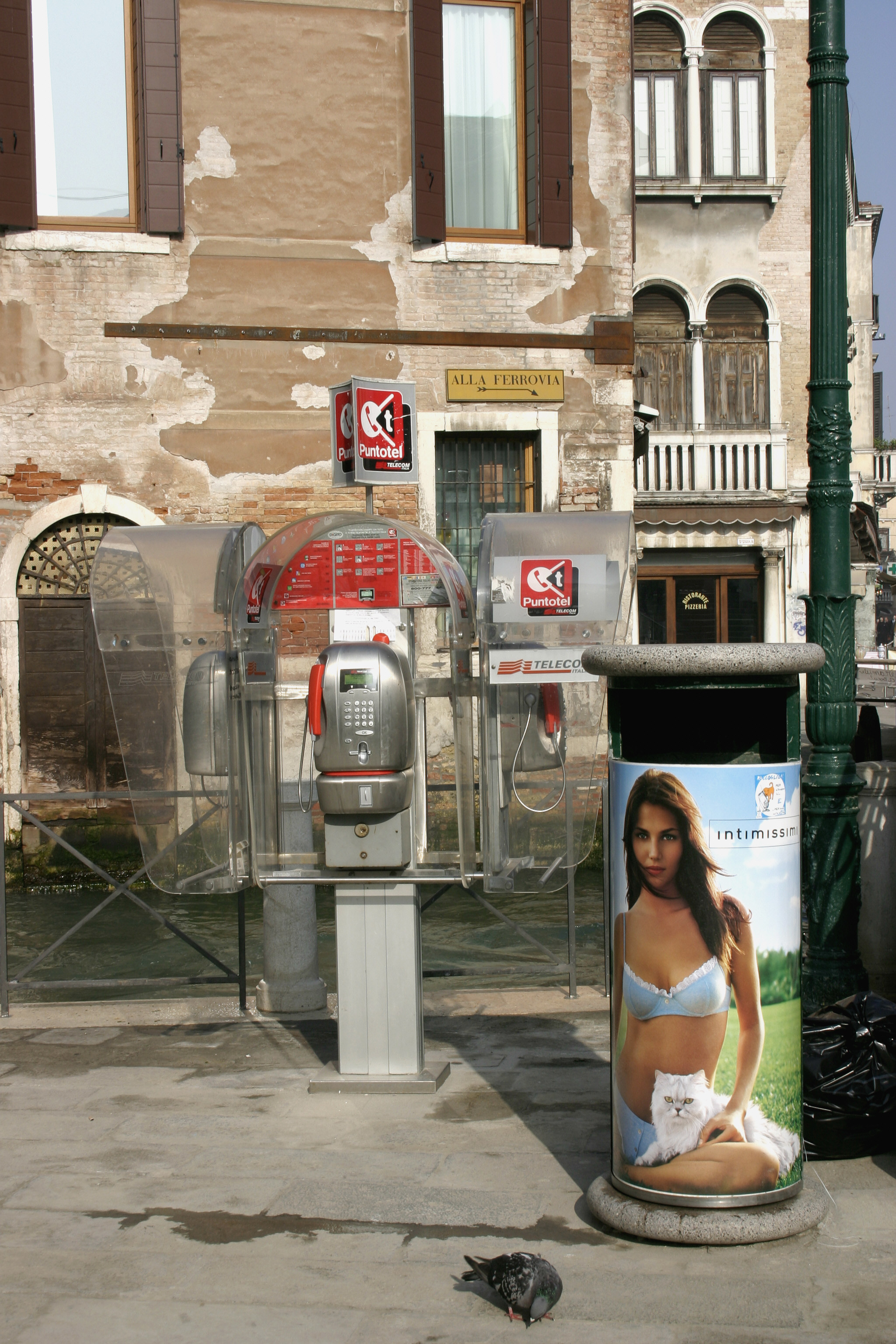
テレコム・イタリアのカード式公衆電話
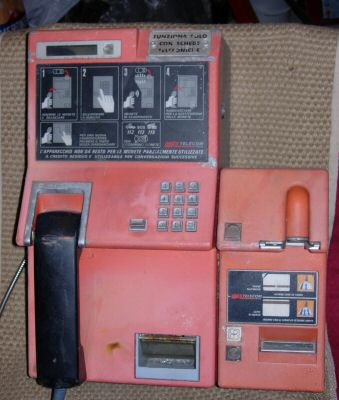
テレコム・イタリアの公衆電話（旧型）